# Txirri, Mirri y Txiribiton
Txirri, Mirri y Txiribiton es un grupo de payasos 
del País Vasco, que trabaja íntegramente en lengua vasca. Fue el primer grupo de estas características y el primero que mantuvo un programa infantil de clown en euskera en televisión. Participó muy asiduamente en la programación de la televisión pública vasca Euskal Telebista siendo una pieza clave en la programación infantil de su primer canal ETB1. El grupo fue fundado en 1972 por Xabier Otaegi, que encarnaba el papel de Txirri; Jose Ignazio Ansorena, 'Piter', en el papel de Mirri y Txema Vitoria como Txiribiton. En 2013 dejaron la actividad y fueron sustituidos por Peru Ansorena, Kattalin Ansorena y Juanma Zaldua, respectivamente.

## Historia
Realizaron su primera actuación ante el público el 25 de marzo de 1972 en la Sociedad Kresala de San Sebastián. En aquella época no existían prácticamente espectáculos infantiles en lengua vasca y su intención fue responder a esa necesidad.
En sus comienzos utilizaron otros nombres y en el trío original Andoni Ezeiza tomaba parte en lugar del después veterano Txema Vitoria. Así comenzaron: Kixki (Xabier Otaegi), Mixki (Jose Ignazio Ansorena) y Kaxkamelon (Andoni Ezeiza). Los roles que desarrollan son los tradicionales del clown: augusto, carablanca y contra-augusto, de esta forma  la personalidad de cada uno está bien definida. Txirri es el listo, elegante y culto. Mirri, un auténtico travieso, envidioso y provocador. Además presumido. Txiribiton, por el contrario, es un pedazo de pan, dulce, tierno y buen amigo. Los tres están siempre haciéndose bromas y aguijoneándose mutuamente, pero sin poder prescindir uno de los otros.
Con la ayuda de un seminarista, Pako Etxebeste, que había representado funciones de payaso en las catequesis, comenzaron en el oficio de payaso con la tarea de hacer reír a los niños (y también a los mayores). A partir de aquella primera actuación, rápidamente comenzaron a llegar peticiones para que actuaran en diferentes lugares y, durante trece años, hasta que nació Euskal Telebista, recorrieron todo el País Vasco ofreciendo su humor. Hasta entonces y asimismo en los siguientes años, siempre han actuado en euskara y su característica ha consistido en ofrecer espectáculos de alta calidad.
Entre 1972 y 1984, además de recorrer el país con sus actuaciones, produjeron sus primeros discos de canciones infantiles. En 1976, en la editorial Herri Gogoa presentaron el álbum Kixki ta Mixki ta Kaxkamelon y en 1982 en IZ el llamado Trikitraka trikitron. Asimismo publicaron diversos cuentos. En 1975, debido a los constantes problemas que se encontraban en los controles policiales cuando viajaban para realizar sus actuaciones, se examinaron, en la antigua discoteca La Perla de San Sebastián, y obtuvieron el carné profesional de payasos del famoso Sindicato Nacional del Espectáculo del franquismo.
En 1984 surgió la posibilidad de grabar programas para la recién nacida Euskal Telebista, aunque previamente habían hecho sus pinitos en el programa Pinpilinpauxa de Tele Norte, Televisión Española. Don don kikilikon fue el nombre de su primer programa que duró cuatro cursos en emisión: juegos infantiles, concursos, competiciones entre grupos de niños, fiesta payasil ante el público, así como aventuras de tipo teleserie en lugares reales o inventados y muchas canciones. Esos eran los ingredientes del programa. Este programa los hizo famosos en todos los hogares de Euskal Herria y consiguieron con él generalizar un lenguaje particular: puxtarri (punto), Tortolika (su avión), su querida abuela, amona Martxelon, y otras expresiones que fueron su marca, como kanpolarroxa, a faxtidiarse, portzierto, moñoño, etc.
En este momento de comienzo en Euskal Telebista cambiaron sus nombres y Txema Vitoria tomó el lugar de Andoni Ezeiza. Así, se transformaron en Txirri, Mirri eta Txiribiton.
Don don kikilikon continuó hasta 1988. A continuación prepararon el programa Funtzioa, también para ETB1, que consistía en un show para adultos en que actuaban solo dos de los componentes del trío, Xabier y Piter, y se ofrecía los viernes al anochecer totalmente en directo, también las músicas de los grupos que actuaban y de la orquesta del programa. A la vez, Txirri, Mirri y Txiribiton continuaron con sus espectáculos de pueblo en pueblo como en sus comienzos (Pantera beltza, Patxistein doktorea, Xaguxarroski kontea, Melokotonio eta Olinpiadak, Barre egin...).
En esta época, gracias a la fama que les había proporcionado la televisión, pudieron organizar espectáculos de gran formato con los que recorrían el País Vasco una y otra vez. Acaso la función más multitudinaria la ofrecieron en el pabellón Araba Arena de Vitoria (en la actualidad Fernando Buesa Arena) el 18 de diciembre de 1997. En un solo día, en funciones de mañana y tarde, juntaron a 8000 niños, no adultos, que fueron en autobuses, prácticamente toda la población del espectro infantil que les correspondía en el momento en la provincia.
El 15 de julio de 1990, en el Velódromo de San Sebastián organizaron un macrofestival, a petición de su amigo Joxe Miel Zumalabe y el grupo Egunkaria Sortzen, para apoyar la puesta en marcha del periódico en euskera Euskaldunon Egunkaria. Unas 15 000 personas abarrotaron el recinto. Para ese festival prepararon una adaptación de su famosísima canción «Zapi zuria» ('Pañuelo blanco'), transformándola en «Egunkaria aurrera» ('Adelante el periódico). El empuje de aquella gran fiesta fue decisivo en la creación de Euskaldunon Egunkaria, que hoy, por los singulares avatares políticos del país, es Berria.
En 1993 retomaron, tras varios años de ausencia, la grabación de programas televisivos. En más de una ocasión, los hijos de Xabier y Piter (Mikel Otaegi, Patrizia, Kattalin y Peru Ansorena) actuaron en ellos para representar a los payasos en su ficticia juventud. En el disco Pailazo, por ejemplo, son Mikel, Kattalin y Patrizia quienes aparecen en portada.
Al concluir el milenio, continuaron en Euskal Telebista con el programa Barrebusa, (entre 1999 y 2001). Este supuso bastantes novedades. La más importante y que se mantendría durante bastantes años también en otros, consistió en que los programas, en lugar de grabarse en los platós de ETB, pasaron a hacerlo de forma itinerante en los teatros de diferentes localidades, con lo que la cercanía del grupo a la población vasca aumentó de forma considerable.
En el curso 2001-2002 se cumplieron los 30 años desde que comenzaron su andadura payasil y lo festejaron con un nuevo diseño de programa, que tomó su título del disco que para celebrarlo acababan de publicar: Altza, porru!. En este, apareció por vez primera un personaje que tendría mucho éxito y seguiría unido a los payasos, como su más feroz enemigo, durante varios años: Kakusai.
En sus grupos de trabajo han participado e iniciado sus pasos algunos de los nombres más famosos en la comunicación pública vasca actual: Andoni Egaña, Jaime Otamendi, Karlos Zabala, Eneko Olasagasti, Kike Amonarriz,... Asimismo, músicos: Karlos Giménez, Aitor Amezaga, Iñaki Salvador, Joserra Senperena, Mixel Ducau... También entre los actores: Mikel Garmendia, Kontxu Odriozola, José Ramón Soroiz, Elena Irureta, Aizpea Goenaga, Ramon Agirre, Joseba Apaolaza, Ainere Tolosa...
Desde finales de 2002 hasta 2010, ofrecieron el programa Trikitraka trikitron que fue adaptándose y renovándose con el paso de los años, pero siempre fiel a la vocación itinerante de esta época.
En este programa tuvieron la colaboración de muy diversos personajes: Moro katua, Kakusai, Kakusina, Graxiana sorgina, Juanita detektibea, Elvi sabeliztuna, Txan magoa, Marsel magoa, Maitane, Pepitto, Matixa, e incluso la que venía anunciándose como nueva generación de payasos: Txirri, Mirri eta Txiribiton Junior.
En 2005 estrenaron su primer largometraje de dibujos animados, Pailazokeriak, que se ofreció en salas de cine de todo el Estado, también en versión española y tuvo una discreta distribución internacional.
En el año 2007, al cumplirse el treinta y cinco aniversario de sus comienzos como grupo de payasos, les fueron otorgados varios premios de gran importancia: el concedido por la Fundación Sabino Arana, el Maximino de Oro de la SGAE y el de la Academia de las Ciencias y las Artes de Televisión de España al mejor programa de una televisión autonómica.
En 2011 grabaron el programa Sagarra da apple, donde en forma bromosa jugaban en torno al aprendizaje del inglés.

## Una nueva generación
En el curso 2003-2004 se creó el grupo Txirri, Mirri eta Txiribiton Junior que pretendía llevar a los diferentes pueblos vascos el espectáculo de estos payasos y empezaron a colaborar con el grupo original en programas de televisión. En 2012, para el 40 aniversario de la creación del grupo, se realizó en espectáculo 40 urteko algara (cuarenta años de risas) en el que participaron ambas formaciones y en el que colaboró la  Orquesta Sinfónica de Euskadi, interpretando sus más famosas canciones con arreglos sinfónicos espectaculares de los maestros Tomás Aragüés y José Luis Greco junto a a la, que ya habían grabado en disco cuando cumplieron los veinticinco años de andadura. Este espectáculo fue la transición entre la formación veterana y la nueva que se concretó, finalmente, en las navidades de 2012-2013 realizaron la despedida de los actores veteranos del grupo con el espectáculo Agur barrez (Adiós, sin dejar de reír). Ofrecieron más de treinta representaciones del mismo en diferentes localidades  y sobre las tablas escenificaron la entrega del testigo a los que hasta entonces llamaban "Junior", y que pasaron a ser Txirri, Mirri y Txiribiton. 
Con los nuevos miembros del grupo se han puesto en marcha seis espectáculos: Terapia, Txirri, Mirri eta Txiribiton dantzan, Txutxupe, Erromirria, Patxistein Doktorea y Zoro Gaitezen.

## Discografía
- Kixki ta Mixki ta Kaxkamelon (1976, Herri Gogoa)
- Trikitraka Trikitron (1982, IZ)
- Tortolika (1985, IZ)
- Ormatxulo (1986, IZ)
- Zirt-Zart (1987, IZ)
- Xelebrekeriak (1988, IZ)
- Funtzioa (1989, IZ)
- Eguberri on! (1990, IZ)
- Atzo Ttun-Ttun (1991, IZ)
- Kinkirrinera (1992, IZ)
- Jolasean, ze arraio! (1993, IZ)
- Allakuidaos (1994, IZ)
- Pailazo (1995, IZ)
- Gure abestiak (1996, IZ)
- Barre egin (1998, IZ)
- Han Urruñan etxe pospola (1998, IZ)
- Txirri, Mirri, Txiribiton eta Euskadiko Orkestra Sinfonikoa (1999, IZ)
- Altza, Porru! (2001, Elkar)
- Altza, Pelipe! (2004, Elkar)
- Sudur gorria (2007, Elkar)
- Petiri danbolin (2009, Puxtarri)
- Txutxupe (2009, Expressive Betizu)
- Poxpoliña haurtxo denok elkarturik (2011, Puxtarri)

## DVD y vídeos
- Patxistein doktorea (1991, IK-105)
- Melokotonio eta olinpiadak (1992, IK-106)
- Allakuidaos - Pasadizoak 1 (1994, IK-100)
- Klikla, telebista - Pasadizoak 2 (1994, IK-100)
- Xaguxarroski Kontea (1996, IK-103)
- Pantera beltza (1997, IK-104)
- Barre egin (1998, IK-107)
- Altza, Porru! (2002, EITB)
- Trikitraka Trikitron 1 (2003, EITB)
- Trikitraka Trikitron 2 (2004, EITB)
- Trikitraka Trikitron 3 (2004, EITB)
- Trikitraka Trikitron 4 (2005, EITB)
- Trikitraka Trikitron 5 (2005, EITB)
- Trikitraka Trikitron 6 (2006, EITB)
- Trikitraka Trikitron 7 (2006, EITB)
- Trikitraka Trikitron 8 (2006, EITB)
- Trikitraka Trikitron 9 (2006, EITB)
- Pailazokeriak, Película (2006, Elkar)
- Trikitraka Trikitron 10 (2007, EITB)
- Trikitraka Trikitron 11 (2007, EITB)
- Trikitraka Trikitron 12 (2007, EITB)
- Trikitraka Trikitron 13 (2007, EITB)
- Trikitraka Trikitron 14 (2008, EITB)
- Trikitraka Trikitron 15 (2008, EITB)
- Trikitraka Trikitron 16 (2008, EITB)
- Triki-oke, Pailazoen karaokea (2008, EITB)
- Trikitraka Trikitron 17 (2009, EITB)
- Trikitraka Trikitron 18 (2009, EITB)
- Terapia (2015)
- Txutxupe (2016)
- Patxistein doktorea (2018)

## Otros
- Barrezka (txiste bilduma, 1984, Gordailu)
- Ipurbeltz 105, 106, 107, 108 eta 109 atalak (komikia, 1986)
- Txirri, Mirri eta Txiribiton Afrikan (liburua, 1987, Kea)
- Txirri, Mirri eta Txiribiton sendagilearen etxean (liburua, 1987, Kea)
- Txirri, Mirri eta Txiribiton ilargian (liburua, 1987, Kea)
- Txirri, Mirri eta Txiribiton oporretan (liburua, 1992, Elkar)
- Txirri, Mirri eta Txiribiton Afrikan (liburua, 1992, Elkar)
- Txirri, Mirri eta Txiribiton Herriko festetan (liburua, 1994, Elkar)
- Txirri, Mirri eta Txiribiton igeltsero (liburua, 1994, Elkar)
- Txirri, Mirri eta Txiribiton eskolan (liburua, 1994, Elkar)
- Zubiko zirkoa (komikia, 1997, Ibaizabal)
- Sir Endikaren eskopeta (komikia, 1998, Ibaizabal)
- Alima polita (liburua, 2000, Alberdania)
- Mendian (liburua, 2000, Alberdania)
- Gurekin Hegan (CD-ROM, 2003, Elkar)
- Muu...sutsuak! 1 (CD, 2003, EITB)
- Muu...sutsuak! 2 (CD, 2004, EITB)
- Muu...sutsuak! (DVD, 2004, EITB)
- Txirri, Mirri eta Txiribiton Junior (DVD, 2004, Puxtarri)
- Margotu zure pailazoak 1 (margotzeko, 2005, Ttarttalo)
- Margotu zure pailazoak 2 (margotzeko, 2005, Ttarttalo)
- Margotu gure pailazokeriak 1 (margotzeko, 2005, Ttarttalo)
- Margotu gure pailazokeriak 2 (margotzeko, 2005, Ttarttalo)
- Gure pailazoen puzzleak 1 (puzzleak, 2005, Ttarttalo)
- Gure pailazoen puzzleak 2 (puzzleak, 2005, Ttarttalo)
- Gure pailazoen puzzleak 3 (puzzleak, 2008, Ttarttalo)
- Pinttoren puzzleak (puzzleak, 2008, Ttarttalo)
- Irakurri eta margotu gure palazoekin (2008, Ttartalo)
- Pintto uretara (margotzeko, 2008, Ttarttalo)
- Zuri zorionak (ipuina, 2008, Ttarttalo)
- Jolasean, ze arraio! (ipuina, 2008, Ttarttalo)
- Pintto. Txirri, Mirri eta Txiribitonekin (ipuina, 2008, Ttarttalo)
- Pintto. Txakur guztiak (ipuina, 2008, Ttarttalo)
- Txirri, Mirri Eta Txiribiton Olentzeroren Laguntzaile (ipuina, 2011, EITB)
- Hiru txerritxoak eta Txirri, Mirri eta Txiribiton (ipuina, 2011, EITB)
- Txanogorritxo eta Txirri Mirri eta Txiribiton (ipuina, 2011, EITB)
- Hamelingo txistularia eta Txirri, Mirri eta Txiribiton (ipuina, 2012, EITB)
- Txirri, Mirri eta Txiribiton, Aladino eta kriseilu magikoa (ipuina, 2012, EITB)

## Espectáculos grabados en teatros por televisión
- Don don kikilikon (1984 - 1988, EITB)
- Funtzioa (1989 - 1991, EITB)
- Txirri, Mirri eta Txiribiton (1993 - 1995, EITB)
- BarreBusa (1999 - 2001, EITB)
- Altza, Porru! (2001 - 2002, EITB)
- Trikitraka Trikitron (2003 - 2010, EITB)

## Premios
- Premio Especia Iparragirre de EITB (2005)
- Premio Fundación Sabino Arana (2006)
- Maximino de Oro de la SGAE (2007)
- Mejor programa de una televisión autonómica de la Academia de las Ciencias y las Artes de Televisión (2007)
- Argia Saria (2010)